# Небојша Кундачина
Небојша Кундачина (Столац, 15. јул 1961) српски је филмски и позоришни глумац.

## Биографија
Небојша Кундачина је завршио Академију сценских уметности у Сарајеву. Био је члан Народног позоришта у Сарајеву од 1989. до 1992. године и члан Позоришта на Теразијама у Београду 1993. године, од 2000. године је стални члан Народног позоришта у Београду. и такође ради за синхронизације цртаних филмова за Лаудворкс. Ожењен је глумицом Маријом Кундачином.

## Филмографија
| Год.       | Назив                                    | Улога                       |
| ---------- | ---------------------------------------- | --------------------------- |
| 1980-е     |                                          |                             |
| 1982.      | Венеријанска раја                        | ухапшени                    |
| 1987.      | Надвожњак (ТВ)                           |                             |
| 1990-е     |                                          |                             |
| 1990.      | Последњи валцер у Сарајеву               | Недељко Чабриновић          |
| 1993−1994. | Срећни људи (серија)                     | Рекеташ                     |
| 1994.      | Голи живот                               | Ранко                       |
| 1994.      | Вечита славина (ТВ)                      | Роман, син Тинин            |
| 1995.      | Отворена врата (серија)                  | Старији поштар              |
| 1995.      | Знакови (ТВ)                             |                             |
| 1995.      | Трећа срећа                              |                             |
| 1997.      | Лажа и паралажа (ТВ)                     | Лажа-Алекса                 |
| 1997.      | Наша енглескиња (ТВ)                     | Пуковник Милић              |
| 1997.      | Горе доле (серија)                       | Физиотерапеут Златан        |
| 2000-е     |                                          |                             |
| 2000.      | Руке које су љубиле (ТВ)                 | Казује стихове              |
| 2000.      | Речи птице са гнезда (ТВ)                | Казује стихове              |
| 2001.      | Отац (ТВ)                                | Нејд                        |
| 2001.      | Породично благо (серија)                 | Начелник у полицији         |
| 2002.      | Породично благо 2 (серија)               | Начелник у полицији         |
| 2004.      | Трагом Карађорђа (серија)                | Карађорђе                   |
| 2005.      | Бергманова соната (серија)               | Виктор                      |
| 2006.      | Реконвалесценти (ТВ)                     | Пуковник                    |
| 2007.      | Божићна печеница (ТВ)                    | Тодор, Јованов Шеф          |
| 2007.      | Увођење у посао (ТВ)                     | Начелник дома армије        |
| 2007.      | Оно наше што некад бејаше (серија)       | Мајор                       |
| 2008.      | Бела лађа 2 (серија)                     | Председник скупштине        |
| 2008.      | Заборављени умови Србије (серија)        | Ђура Даничић                |
| 2009.      | Бела лађа 3 (серија)                     | Председник скупштине        |
| 2010-е     |                                          |                             |
| 2010.      | Шесто чуло (серија)                      | Министар                    |
| 2011.      | Мирис кише на Балкану (серија)           | Господин Хигинс             |
| 2013.      | Жене са Дедиња                           | лекар                       |
| 2013.      | Равна гора                               | Божидар Недић               |
| 2014.      | Стојте галије царске                     | Др Шицев                    |
| 2014−2020. | Ургентни центар                          | Часлав Коњовић/Др Радојичић |
| 2016.      | Пар и непар                              |                             |
| 2016.      | Santa Maria della Salute (филм)          | посланик Коста Цукић        |
| 2016−2017. | Село гори, а баба се чешља               | патријарх                   |
| 2017.      | Божићни устанак                          | генерал Милутиновић         |
| 2017.      | Santa Maria della Salute (ТВ серија)     | посланик Коста Цукић        |
| 2018.      | Синђелићи                                | Марио                       |
| 2018.      | Истине и лажи                            | Миливоје                    |
| 2018.      | Краљ Петар Први                          | генерал Петар Бојовић       |
| 2018.      | Делиријум тременс                        | партнер у позоришту         |
| 2019.      | Пет                                      | Адам                        |
| 2019.      | Краљ Петар Први (ТВ серија)              | генерал Петар Бојовић       |
| 2019.      | Делиријум тременс (мини-серија)          | партнер у позоришту         |
| 2020-е     |                                          |                             |
| 2020.      | Златни век - 100 година опере            | Бора Станковић              |
| 2020.      | Државни службеник                        | Мохсен                      |
| 2020.      | Мрачне странице културне историје Србије | Станислав Краков            |
| 2021−2022. | Династија (серија)                       | Јован Арсић                 |
| 2021−2023. | Бележница професора Мишковића (серија)   | професор Арсеније Мишковић  |
| 2022.      | Радио Милева                             | Пјер                        |
| 2023.      | Вера (ТВ серија)                         | Рус                         |
| 2023.      | Јужни ветар: На граници                  | председник скупштине        |
| 2023.      | Хероји Халијарда                         | Прањански свештеник         |
| 2023.      | Ваздушни мост                            | Прањански свештеник         |
| 2024.      | Руски конзул                             | службеник комитета          |

## Улоге у синхронизацијама
| Година | Назив               | Улога     | Студио    |
| ------ | ------------------- | --------- | --------- |
| 2010   | Прича о играчкама 2 | Пит Смрда | Лаудворкс |